# 董文駒
董文駒（?—?），字道實，號羅峰，福建閩縣人，清朝政治人物。
乾隆十七年（1752年），董文駒中式庚申恩科福建鄉試第五名舉人。乾隆三十一年（1766年）丙戌科三甲進士。乾隆三十六年（1771年）由福建福寧府學教授調任臺灣府儒學教授。